# Siegfried Naser
Siegfried Naser (* 17. Januar 1951 in Iphofen, Landkreis Kitzingen) ist ein deutscher CSU-Politiker und ehemaliger Präsident des Bayerischen Sparkassenverbands.

## Ausbildung und Beruf
Nach dem Besuch des Gymnasiums in Gaibach und einem Studium der Rechtswissenschaften in Würzburg und München war Naser 1978 Jurist beim Divisionsrechtsberater  der 12. Panzerdivision, vom 1979 als Jurist bei der Regierung von Unterfranken und dann bis zum 1. November 1981 im  Bayerischen Staatsministerium des Innern. Daneben unterrichtete an der Akademie für das öffentliche Gesundheitswesen und veröffentlichte mehrere Aufsätze in juristischen Fachzeitschriften. 1981 bis 1984 leitete er die Abteilung Öffentliche Sicherheit und Ordnung, Wirtschaftsförderung am Landratsamt Kitzingen.
Von 1984 bis 2000 war Naser Landrat des Landkreises Kitzingen und in dieser Funktion auch Verwaltungsratsvorsitzender der Kreis- und Stadtsparkasse Kitzingen.
Von 1996 bis 2000 war er Präsident des Bayerischen Landkreistages und Vizepräsident des Deutschen Landkreistages. Bis 31. Dezember 1999 war er außerdem Mitglied im Bayerischen Senat.
Von 2000 bis 2010 war Naser Geschäftsführender Präsident des Sparkassenverbands Bayern. Er war von 2007 bis zu seinem Rücktritt als Präsident des Sparkassenverbands Bayern außerdem Aufsichtsratsvorsitzender des Deutschen Sparkassenverlages. Ferner war er von 2000 bis 2009 Aufsichtsratsvorsitzender der Versicherungskammer Bayern und Mitglied im Aufsichtsrat/ Verwaltungsrat von BAWAG, Wien (bis 2006), MKP (Budapest), Deutsche Kreditbank Berlin und bei der DekaBank Deutsche Girozentrale Frankfurt. Bei der Bayerischen Landesbank war er im zweijährigen Wechsel mit dem Finanzminister Verwaltungsratsvorsitzender und Vorsitzender der Generalversammlung. 
Als Sparkassenpräsident von Bayern von 2009 bis 2010 setzte er gegen viele Widerstände den Beitritt der bayerischen Sparkassen zur IT-Einheit der übrigen süd- und westdeutschen Sparkassen durch, womit der Weg für die nachfolgende Vereinheitlichung der IT aller deutschen Sparkassen geebnet war. Mit seinen langjährigen Bemühen eine süddeutsche Landesbank durch Fusionen zu schaffen, scheitere er am landespolitischen Widerstand. Um seinen beruflichen Aufgaben neutral nachkommen zu können, trat Naser 2008 aus der CSU aus, verstand die Partei aber laut eigener Aussage weiterhin als seine politische Heimat.
Zu seinem größten beruflichen Misserfolg zählte der Kauf der Hypo Group Alpe Adria (HGAA) durch die bayerische Landesbank im Jahr 2007. Dieser Kauf, der im Jahr 2007 von allen über 100 Beteiligten in der Bank, im Verwaltungsrat, in den Gremien der Sparkassenorganisation, in der Staatsregierung, den Ministerien, im Haushaltsausschuss des Landtags sowie von externen Beratern von Rothschild und Ernst und Young, befürwortet wurde, erwies sich dann in den Jahren 2008/2009 im Zuge der weltweiten Finanz und Bankenkrise, die die Wirtschaftsräume der HGAA besonders betroffen hatte, als wirtschaftliche Fehlentscheidung.
Im Januar 2009 einigte sich Naser mit dem Sparkassenverband Bayern seinen 5 Jahre laufenden Vertrag einvernehmlich zum 1. März 2009 zu beenden, wobei sein Gehalt bis 31. Dezember 2012 weiter bezahlt wurde. Im Januar 2012 reichte der neue Vorstand der Bayerischen Landesbank eine Klage über 200 Millionen Euro gegen Ex-Finanzminister Kurt Faltlhauser und Naser ein und trug vor, er habe seine Aufsichtspflichten gegenüber dem Vorstand beim Kauf der Hypo Alpe Adria verletzt. Zu einem Verfahren kam  es nicht.

## Ehrungen und Auszeichnungen
- Bayerischer Verdienstorden
- Bundesverdienstkreuz am Bande
- Outstanding Civilian Service Medal der US-Army
- Ehrenring des Landkreises Kitzingen
- Sparkassenmedaille in Gold
- Goldene Ehrennadel des VdK Bayern
- Goldene Ehrennadel des Bayerischen Feuerwehrverbands
- Preisträger der unterfränkischen Gedenkjahrstiftung für Wissenschaft 1978 mit seiner summa cum laude Promotion Zur Frage der sogenannten Demokratisierung der Bundeswehr